# 沙伊貝山
47°47′2″N 16°17′18″E / 47.78389°N 16.28833°E

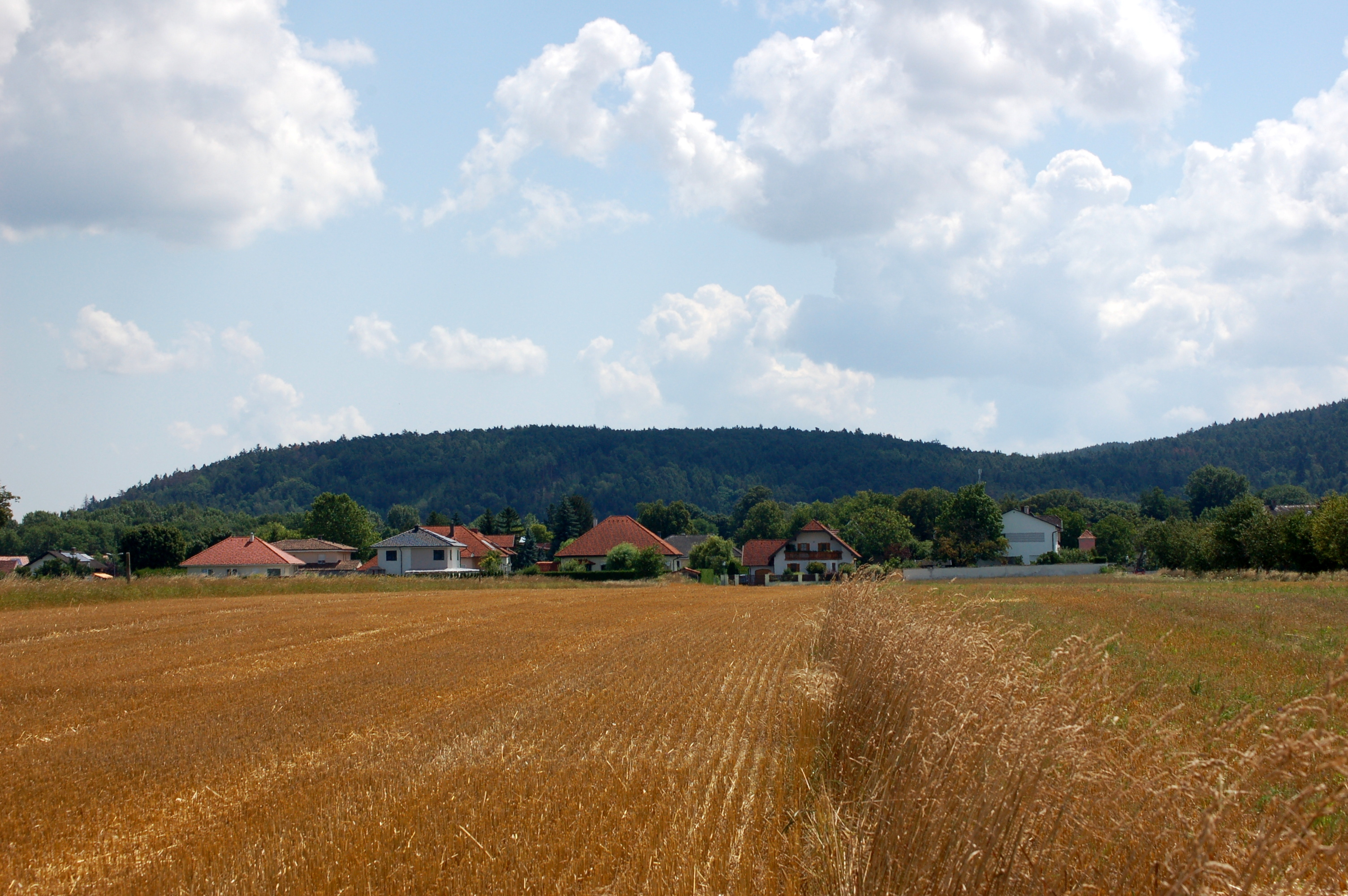

沙伊貝山（德語：Scheiben），是奧地利的山峰，位於該國東北部，由下奧地利州負責管轄，屬於羅薩利亞山的一部分，處於卡策爾斯多夫東北面，海拔高度352米。